# 元崗村梁氏宗祠

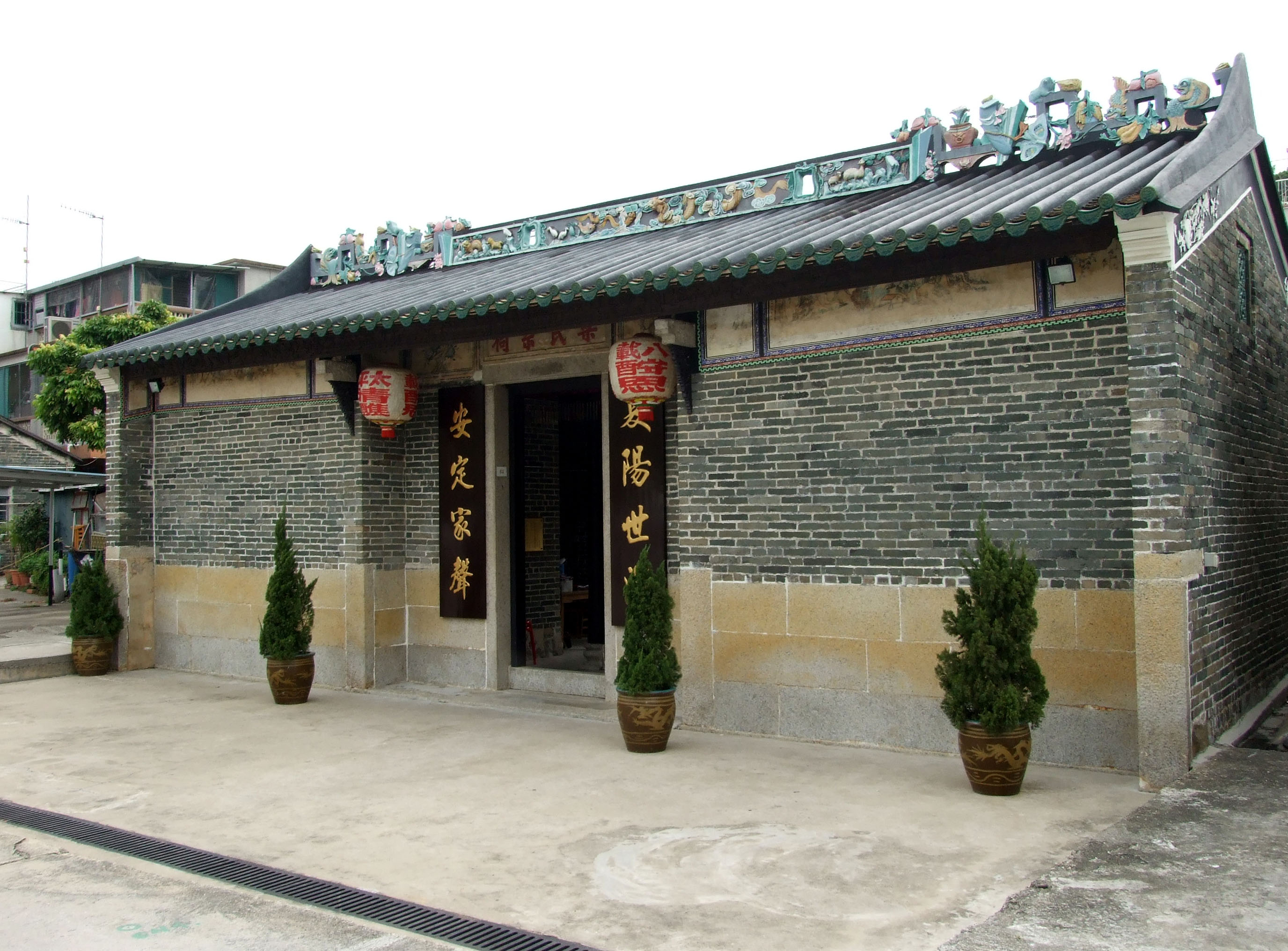
元崗村梁氏宗祠外觀

元崗村梁氏宗祠位於香港新界元朗區八鄉元崗村，建成至今已約200年，用作舉行祭祀、點燈、秋祭等傳統儀式及梁氏族人議事之所，2007年被列為法定古蹟。

## 歷史
元崗村梁氏族人來自廣東東莞，於17至18世紀由12世祖梁國初帶同族人移居至新界，其子梁大成其後定居元朗八鄉，並建立元崗村。現時梁氏宗祠即由「梁大成祖」所擁有。及後梁氏子孫繁衍至屏山橫洲、十八鄉大棠村及屯門順風圍一帶。

## 建築
元崗村梁氏宗祠是典型的清代兩進一天井式建築，正面牆身以花崗石和青磚建造，正門上方石額刻有「梁氏宗祠」，兩旁掛上「夏陽世澤 安定家聲」的對聯，牆頂有封簷板和中式壁畫裝飾，屋脊的灰塑以梅花、牡丹、蓮花與鰲魚等瑞獸和吉祥圖案為主題，山牆也有精美的草尾灰塑裝飾。祠堂後進明間置有安放歷代先祖神位的神龕，天井兩旁建有廂房，右面廂房設有於喜慶活動時曾用作烹煮盆菜的廚房。

## 復修
梁氏宗祠的全面修復工程由古物古蹟辦事處及建築署負責監督，主要包括更換已損毀的木構件及進行內外部翻新工程，於2006年竣工，並擇吉於2007年6月29日舉行重修開光典禮。